# 欧文·梅列茨基
欧文·梅列茨基（英語：Irving Meretsky，1912年5月17日—2006年5月18日），加拿大男子篮球运动员。他曾代表加拿大获得1936年夏季奥运会篮球比赛男子银牌。他于2006年在安大略省温莎去世。